# Caitlín R. Kiernan
Caitlín R. Kiernan (n. 26 mai 1964, Dublin, Irlanda) este o scriitoare irlandeză. Are numeroase lucrări științifico-fantastice și de groază, printre care și zece romane, cărți de benzi desenate, colecții de povestiri scurte, nuvele și vignette. Este și autoarea unor lucrări științifice în domeniul paleontologiei
A fost nominalizată la numeroase premii, printre care Premiul Nebula pentru cel mai bun roman sau Premiul Locus pentru cel mai bun roman în genul fantezie. A câștigat Premiul Locus pentru cea mai bună povestire - "The Road of Needles" (2014).

### Romane
- Silk, Penguin-Putnam, 1998, ISBN 978-0-451-45668-7 (1999, Gauntlet Press)
- Threshold (2001, Penguin-Putnam) ISBN 9780451461247
- The Five of Cups, Subterranean Press, 2003, ISBN 978-1-931081-80-1
- Low Red Moon, Penguin-Putnam, 2003, ISBN 978-1-931081-84-9
- Murder of Angels, Penguin-Putnam, 2004, ISBN 0-451-45996-2
- Daughter of Hounds, Penguin-Putnam, 2007, ISBN 978-0-451-46157-5
- Beowulf (2007; HarperCollins; nuvelizare a filmului omonim din 2007) ISBN 9780061543388
- The Red Tree (2009; Penguin-Putnam) ISBN 9780451463500
- The Drowning Girl: A Memoir (March 2012; Penguin-Putnam) ISBN 9780451464163
- Blood Oranges (sub pseudonimul Kathleen Tierney; February 2013, Penguin-Putnam) ISBN 9780451465016
- Red Delicious (sub pseudonimul Kathleen Tierney; 2014, Penguin-Putnam) ISBN 9780451416537
- Cherry Bomb (sub pseudonimul Kathleen Tierney; 2015, Penguin-Putnam) ISBN 9780451416551

### Colecții de povestiri
- Tales of Pain and Wonder (2000, Gauntlet Press; 2002, Meisha Merlin; 2008, Subterranean Press)
- Wrong Things (cu  Poppy Z. Brite; 2001; Subterranean Press)
- From Weird and Distant Shores (2002; Subterranean Press)
- To Charles Fort, With Love (2005; Subterranean Press)
- Alabaster (2006; Subterranean Press; ilustrații de Ted Naifeh; retipărită de Dark Horse Comics, februarie 2014, ca Alabaster: Pale Horse)
- A is for Alien (2009; Subterranean Press; ilustrații de Vince Locke)
- The Ammonite Violin & Others (2010; Subterranean Press)
- Two Worlds and in Between: The Best of Caitlin R. Kiernan (Volume One) (2011; Subterranean Press)
- Confessions of a Five-Chambered Heart (2012; Subterranean Press)
- The Ape's Wife and Other Tales (2013; Subterranean Press)
- Beneath an Oil-Dark Sea: The Best of Caitlin R. Kiernan (Volume Two) (2015; Subterranean Press)

### Traduceri în limba română
- Fată înecându-se, traducere Flavius Ardelean, Editura Paladin, 2015. ISBN: 978-606-93846-8-8. 376 de pagini. A primit Premiul Bram Stoker. Nominalizare la Premiul Nebula (2013)[8][9]
- Iască, amnar și cremene, în antologia Cartea ororilor realizată de Stephen Jones. Traducere în limba română de Adriana Voicu. Editura Nemira, 2013.[10]